# Kvartsextakord
Kvartsextakord je termín z oblasti hudební nauky, označující souzvuk tří a více tónů, jež jsou uspořádány podle určitého systému. Používá se pro hudební akord, který je druhým obratem kvintakordu. V hudebních školách se často užívá na procvičování hudebního sluchu.

## Typy kvartsextakordů
Jak je uvedeno výše, je kvartsextakord druhým obratem kvintakordu - tj. kvintakordem, který je postaven nikoliv na svém základním stupni, ale na kvintě.
Příklad: Pro akord {\displaystyle C\,\!} = c-e-g je druhým obratem (a tedy kvartsextakordem) akord g-c-e.
Stejně jako u kvintakordů existují i u kvartsextakordů čtyři základní typy, které ukazuje následující tabulka (jako příklad jsou použity akordy od základního tónu c). Zvláštním případem je druhý obrat zvětšeného kvintakordu - tento akord je symetrický a nemá u něj smysl mluvit o obratech, protože jeho „obrácením“ vzniká stejný akord (viz tabulka).
| Kvintakord | Akordová značka              | Složení (od c) | Složení kvartsextakordu (od c) | Intervaly kvartsextakordu    | Značka kvartsextakordu                        |
| ---------- | ---------------------------- | -------------- | ------------------------------ | ---------------------------- | --------------------------------------------- |
| durový     | {\displaystyle C\,\!}        | c-e-g          | g-c-e                          | čistá kvarta, velká sexta    | {\displaystyle {\frac {C}{G}}\,\!}            |
| mollový    | {\displaystyle Cmi\,\!}      | c-es-g         | g-c-es                         | čistá kvarta, malá sexta     | {\displaystyle {\frac {Cmi}{G}}\,\!}          |
| zvětšený   | {\displaystyle C^{5+}\,\!}   | c-e-gis        | gis-c-e                        | zmenšená kvarta, malá sexta  | {\displaystyle G^{\#5+}\,\!}                  |
| zmenšený   | {\displaystyle Cmi^{5-}\,\!} | c-es-ges       | ges-c-es                       | zvětšená kvarta, velká sexta | {\displaystyle {\frac {Cmi^{5-}}{G^{b}}}\,\!} |

## Značení a význam kvartsextakordu
Z předchozí tabulky je dostatečně patrné, jakým způsobem jsou obraty obecně (tedy i kvartsextakordy) značeny (zlomkem, kde v čitateli je akordová značka a ve jmenovateli nejnižší tón příslušného obratu). Podrobnosti ke značení a významu obratů lze najít v článku Obrat akordu.